# Тополевое
Тополевое (или Тополёвое; укр. Тополеве) — село,
Тополевский сельский совет,
Гребёнковский район,
Полтавская область,
Украина.
Код КОАТУУ — 5320886201. Население по переписи 2001 года составляло 483 человека.
Является административным центром Тополевского сельского совета, в который, кроме того, входят сёла
Отрадное и
Свитанок.

## Географическое положение
Село Тополевое находится на расстоянии в 1 км от города Гребёнка.
Рядом проходят две железнодорожные ветки, станции База и Платформа 136 км.

## История
- 1906 — дата основания [2].
- 2006 — посёлок получил статус село.

## Экономика
- Молочно-товарная ферма.
- ОАО «Гребёнковский свеклосовхоз».

## Объекты социальной сферы
- Школа І ст.
- Школа І—ІІІ ст.
- Дом культуры.
- Фельдшерско-акушерский пункт.

## Достопримечательности
- Братская могила советских воинов.

## Известные жители и уроженцы
- Тимченко, Пётр Семёнович (1928—2009) — Герой Социалистического Труда.